# My Love
My Love (Má láska) je singl, který napsal Justin Timberlake, Timbaland, T.I. a Nate Hills. Píseň vyšla jako druhý singl z alba FutureSex/LoveSounds. Singl vyhrál cenu Grammy za rok 2007 v kategorii Nejlepší rapová spolupráce.

## O Singlu
Navzdory velkým komerčním úspěchům písně SexyBack, která vyšla v srpnu 2006 byla My Love očekávána ke konci roku 2006. Její vydání ale padlo na září, tedy měsíc po vydání SexyBack.
Ačkoli je v písni uveden T.I. jako host, můžeme slyšet hned v předehře písně Timbalanda. Recenze na píseň byly velmi pozitivní, mnoho fanoušků se vyjádřilo k větší oblibě My Love než SexyBack. Singl obdržel plných pět bodů v recenzi na Pitchfork Media, kde My Love vyhlásili i jako nejlepší singl roku 2006.
Timberlake se stal také prvním umělcem od roku 2004, který vedl nepřetržitě americký žebříček Billboard Hot 100 několik týdnů s dvěma různými singly.

## Videoklip
Klip režíroval Paul Hunter a premiéru měl 12. října 2006. Klip zahrnuje i předehru nazvanou Let Me Talk to You, kde se objevuje s Timberlakem i producent písně Timbaland. Videoklip je vesměs černobílý s mnoha tanečníky a nemá daný děj. Existují ale tři verze klipu, které se od sebe liší. První verze zahrnuje celou předehru Let Me Talk to You. Druhá verze je bez předehry a v třetí verzi je předehra zkrácena.

## Coververze
- My Love přezpívala irská kapela The Coronas.
- Také britská kapela Klaxons.
- A Švédská zpěvačka Marit Bergman, která My Love uvolnila i jako „béčkovou“ stranu jejího singlu Eyes Were Blue.

## Umístění ve světě
| Hitparáda             | Umístění |
| --------------------- | -------- |
| USA                   | 1        |
| Svět                  | 1        |
| Nový Zéland           | 1        |
| Jihoafrická republika | 1        |
| Polsko                | 1        |
| Jižní Korea           | 1        |
| Chorvatsko            | 1        |
| Brazílie              | 1        |
| Bulharsko             | 1        |
| Evropa                | 2        |
| Švédsko               | 2        |
| Švýcarsko             | 2        |
| Velká Británie        | 2        |
| Austrálie             | 3        |
| Německo               | 4        |
| Irsko                 | 4        |
| Finsko                | 5        |
| Rakousko              | 6        |
| Lotyšsko              | 7        |
| Portugalsko           | 7        |
| Kanada                | 8        |
| Česko                 | 9        |
| Latinská Amerika      | 10       |
| Nizozemsko            | 12       |
| Francie               | 14       |
| Rusko                 | 15       |
| Belgie                | 19       |
| Chile                 | 22       |